# Гриммерманн, Вильгельм
Германн Йоханн Вильгельм Гриммерманн (дат. Hermann Johann Wilhelm Grimmelmann; 15 января 1893, Азендорф — 8 декабря 1958, Коннектикут) — датский гимнаст, бронзовый призёр летних Олимпийских игр 1912 года в командном первенстве по произвольной системе.